# Tachina sobria
Tachina sobria är en tvåvingeart som beskrevs av Walker 1853. Tachina sobria ingår i släktet Tachina och familjen parasitflugor. Inga underarter finns listade i Catalogue of Life.